# ジエチルケトン
ジエチルケトン (diethyl ketone) は、ケトンに分類される有機化合物の一種である。IUPAC命名法では 3-ペンタノン (pentan-3-one) と表される。無色かわずかに薄い黄色の液体で、アセトンに似た臭いがある。水に少し溶け (1.7 g/100 mL, 20 ℃)、エタノール、ベンゼン、ジエチルエーテルとは任意に混和する。引火点は 13 ℃ で、常温で引火する。
価格が高く有機溶剤としての利点に欠けるため、同じケトンでもアセトン、メチルエチルケトン、メチルイソブチルケトンに比べ利用されることは少ない。
消防法による第4類危険物 第1石油類に該当する。

## 合成系
ジエチルケトンは工業的にはプロピオン酸を金属触媒で酸化して製造する。:
2 CH3CH2CO2H  →  (CH3CH2)2CO  +  CO2  +  H2
オクタカルボニル二コバルトCo2(CO)8 を触媒に用いるとジエチルケトンはエチレンと一酸化炭素から生成できる。この場合、エチレン-プロピオニル種[CH3C(O)Co(CO)3(ethylene)]が[CH3COCH2CH2Co(CO)3]の形を経由する。必要となる水素は水性ガスシフト反応によって供給される。詳しくは。